# Cinéma
Cinéma (französisch für „Kino“) ist ein Lied der Schweizer Schlagersängerin Paola del Medico. Es war der Schweizer Beitrag zum Eurovision Song Contest 1980 und erschien im selben Jahr als deutschsprachige Fassung, mit demselben Titel.

## Entstehung und Veröffentlichung
Geschrieben wurde das Lied gemeinsam von Véronique Müller und Peter Reber. Reber zeichnete zudem auch für die Produktion verantwortlich.
Die Erstveröffentlichung von Cinéma erfolgte im Jahr 1980 als Albumtitel und Single bei CBS Records. Das Lied erschien als Teil von Paolas Studioalbum Lieder, die ich liebe (Katalognummer: 84398). Im April 1980 erschien es als Singleauskopplung aus dem Album. Diese erschien als 7″-Single mit der B-Seite Juke Box (Katalognummer: 8504). Ebenfalls im Jahr 1980 erschien eine deutschsprachige Version von Cinéma als Single (Katalognummer: 8603).
Um das Lied zu bewerben, erfolgte unter anderem ein Liveauftritt in der ZDF-Hitparade am 23. Juni 1980.

## Eurovision Song Contest
Cinéma wurde beim Eurovision Song Contest 1980 an 9. Stelle von Paola interpretiert, nach Tomas Ledin aus Schweden mit Just nu!. Der Titel erhielt 104 Punkte, womit er Platz vier von 19 Teilnehmern erreichte.

## Chartplatzierungen
| ChartsChartplatzierungen | Höchstplatzierung | Wochen |
| ------------------------ | ----------------- | ------ |
| Schweiz (IFPI)           | 7 (6 Wo.)         | 6      |

## Coverversionen
2016 nahm der Schweizer Sänger Michael von der Heide eine Coverversion auf seinem Tributealbum Paola auf.